# Револуција цена
Револуција цена је термин који се користи како би се описао низ економских догађаја од средине 15. до прве половине 17. века. Пре свега се користи за високу стопу инфлације која карактерише овај период у историји Западне Европе, када су цене у просеку нарасле шест пута у тих 150 година.

## Историја
Револуција цена није била одмах уочљива онима који су живели у 16. веку. Цене хране мењале су се у зависности од годишњег доба и жетве. Цене су тежиле порасту највише од 2 до 3% годишње. Од половине века пораст цена постао је очигледан. Почетком 17. века у Енглеској цена жита била је у просеку пет пута већа него у последњим деценијама 15. века. У Француској је повећање било седам пута, а у Шпанији још веће. Као одговорни за пораст цена сматрани су најамници и трговци житом. Приликом побуна становништва, складишта ових трговаца прва би бивала опљачкана или спаљена. Земљопоседници и јесу подизали закупнину, као што су монополисти подизали цене својих намирница што је за последицу имало пораст цена. То је, међутим, био само један од фактора. Трговци житом користили су несташице хране да подигну цену жита. Такви поступци доводили су до немира те је власт настојала да их спречи. У 16. веку је, међутим, постојала велика разлика у доношењу закона и њиховој примени у пракси. Владе су зависиле од зајмова трговаца те су морале да зажмуре на кршења закона. Један од фактора, мада не и најзначајнији, за пораст цена јесу географска открића. Теолози Универзитета у Саламанки су педесетих година први увидели однос између увоза америчког злата и пораста цена. Мартин де Аспилкуета Наваро је писао да у земљама у којима влада оскудица у новцу је и храна, као и услуге, јефтинија, док земља која има вишак злата и сребра има скупљу храну и остале производе. Као пример наводи Француску и Шпанију пре и после открића. Захваљујући Жану Бодену, овај разлог је општеприхваћен за револуцију цена у 16. веку. Жан Боден је 1568. године објавио памфлет под називом „Одговор г. Жана Бодена парадоксима г. Малстроа“. Малстро, службеник француске ковнице новца, сузбијао је везу између револуције и открића сматрајући главним узроком инфлације ковање новца без покрића. Заиста су владе у 16. веку ковале велике количине новца без покрића, што није увек морало имати негативне последице. Европа је у касном средњем веку трпела због несташице племенитих метала. Како би се обезбедило довољно валуте за финансирање свих економских трансакција, оправдан је покушај прекидања веза између новца и племенитих метала. Међутим, владе су често, због велике потребе за новцем, прибегавале ковању без покрића. Између 1543. и 1546. године енглеска влада је проценат сребра у шилингу свела са 100 на 40 греина сребра. Енглеска влада је плаћала 3 фунте за сваку фунту (мера за тежину) сребра те је од тога ковала новца у вредности од 74 фунте. Та разлика, уз ниске цене процеса ковања новца, је била чиста зарада државе. У време владавине Едварда VI, садржај сребра у новцу поново је преполовљен. Ово је главни разлог инфлације цена. Боденова теорија не може се прихватити јер је револуција цена почела већ почетком 16. века, док се веће количине племенитих метала из Америке увозе тек средином века, када је откривен нови поступак експлоатације помоћу живе. Такође, највећи део метала није остајао у Шпанији већ је коришћен за намирнице и плате војника који су ратовали у другим земљама. Један од разлога јесте и повећан број становништва у 16. веку. Долази до несташице жита и вуне. 